# Mihăilești
Mihăilești város Giurgiu megyében, Munténiában, Romániában.

## Történelem
A város területén tárták fel Argedava (más néven: Sargedava) géta-dák település romjait.

## Külső hivatkozások
- A polgármesteri hivatalról